# Ivanóvskaia
Ivanóvskaia (en rus: Ивановская) és un poble de la República de Komi, a Rússia, segons el cens del 2010 tenia 41 habitants.